# 유림초등학교 (경남)
유림초등학교는 대한민국 경상남도 함양군 유림면 화촌리에 있는 공립 초등학교이다.

## 학교 연혁
- 1932년 9월 26일 유림공립보통학교(4년제) 개교(국계리)설립인가 9월 5일
- 1938년 4월 1일 유림공립심상소학교(6년제)로 개칭[1], 현 위치로 이전
- 1941년 4월 1일 유림공립국민학교로 개칭[2]
- 1975년 6월 20일 교사 개축 및 완공
- 1982년 3월 1일 병설유치원 개원
- 1991년 9월 1일 화남국민학교 통합
- 1992년 3월 1일 급식소 설치
- 1996년 3월 1일 유림초등학교로 개칭[3]
- 2018년 9월 1일 제26대 정영선 교장 부임
- 2020년 1월 3일 제84회 졸업식(총 졸업생: 3,830명)
- 2020년 6월 23일 체육시설(버들마루) 개관[4]

## 참고 자료
- 유림초등학교 - 한국교육학술정보원 학교알리미